# Francolinus clappertoni
Francolinus clappertoni là một loài chim trong họ Phasianidae.